# Detención de Rómulo Gallegos
La detención de Rómulo Gallegos, presidente de Venezuela, y de su gabinete, fue uno de los eventos que consumó el golpe de Estado de 1948, concluyendo su gobierno, que debía durar seis años, hasta 1953, y el proyecto democrático conocido como el Trienio Adeco. El presidente Gallegos fue apresado por más de diez días en la sede de la Escuela Militar, en Caracas.

## Historia
El gobernador de Caracas, Juan de Dios Celis Paredes, visitó a Rómulo Gallegos mientras estaba recluido y le preguntó si quería regresar a casa en Los Palos Grandes. Gallegos entendió la pregunta como un recado de Carlos Delgado Chalbaud. El expresidente respondió:

Dígale a su comandante que hasta el 19 de abril de 1953, en Venezuela no hay sino dos sitios para mí: el palacio presidencial o la cárcel.

Durante este tiempo Rómulo Gallegos escribió su Manifiesto a la nación, que entregó a Humberto García Arocha el 2 de diciembre, y fue distribuido clandestinamente. En él, declaraba: 

...Abandono el país bajo la presión de las Fuerzas Armadas [...] no he renunciado a la Presidencia de la República a que me llevó el voto del pueblo...

La dictadura desterró al expresidente Gallegos junto con su familia el 5 de diciembre siguiente.  El capitán del vuelo en el cual estaba embarcado le hizo saber que tenía visa para exiliarse en Cuba, México o Estados Unidos, preguntándole a dónde deseaba ir, y Gallegos se decidió por Cuba.

## Repercusión histórica
Su ministro de Defensa Carlos Delgado Chalbaud asumió como presidente de la Junta Militar de Gobierno que convertiría el país en una dictadura, acompañado de Marcos Pérez Jiménez. El partido oficialista hasta entonces, Acción Democrática (AD) fue ilegalizado y Gallegos permaneció en el exilio hasta 1958, cuando la Junta fue derrocada.